# Cantonul Pouancé
Cantonul Pouancé este un canton din arondismentul Segré, departamentul Maine-et-Loire, regiunea Pays de la Loire, Franța.

## Comune
- Armaillé
- Bouillé-Ménard
- Bourg-l'Évêque
- Carbay
- La Chapelle-Hullin
- Chazé-Henry
- Combrée
- Grugé-l'Hôpital
- Noëllet
- Pouancé (reședință)
- La Prévière
- Saint-Michel-et-Chanveaux
- Le Tremblay
- Vergonnes